# الترمذي (مدينة)
الترمذي هي بلدة في مقاطعة ترمذ في ولاية صرخنداريا في أوزبكستان.